# Udonchus tenuicaudatus
Udonchus tenuicaudatus är en rundmaskart som beskrevs av Nathan Augustus Cobb 1913. Udonchus tenuicaudatus ingår i släktet Udonchus och familjen Tripylidae. Inga underarter finns listade i Catalogue of Life.